# Renate Schwarz
Renate Schwarz (geboren 28. Februar 1937; gestorben 18. Oktober 2019) war eine deutsche Juristin, Rechtsanwältin und 12 Jahre lang Richterin am Verfassungsgerichtshof für das Land Nordrhein-Westfalen.

## Beruflicher Werdegang
Renate Schwarz war Rechtsanwältin in Düsseldorf.
Vom 12. Mai 1976 bis 11. Mai 1988 war sie Mitglied des Verfassungsgerichtshofs Nordrhein-Westfalen. 1976 hatte die SPD die Juristin dem Landtag zur Wahl vorgeschlagen. Bei der Wahl selbst gab es eine Panne: Der gemeinsame Wahlvorschlag aller drei Fraktionen fand nicht die gesetzlich vorgeschriebene Zweidrittelmehrheit (134 von 200 Stimmen), weil zu Beginn der Plenarsitzung nur 139 Abgeordnete im Saal waren und 130 mit ja stimmten (vier „Nein“, fünf Enthaltungen).  Fast zwei Stunden später – inzwischen wurde ein anderer Tagesordnungspunkt beraten – wurde die geheime Wahl wiederholt. Ergebnis: 169 gültige Stimmen, davon 159 mit ja, sieben mit nein und drei Enthaltungen. 24 Abgeordnete hatten sich entschuldigt.

## Auszeichnungen und Ehrungen
- Großes Verdienstkreuz April 1989[3]

## Verfahren
Aufsehen erregte 1987 das Verfahren um das Kunstwerk Fettecke von Joseph Beuys. Ein ahnungsloser Angestellter der Düsseldorfer Kunstakademie hatte das Kunstwerk von der Zimmerdecke abgenommen und im Mülleimer entsorgt. Johannes Stüttgen, Freund und Schüler des Künstlers, behauptete, er sei Eigentümer des Kunstwerkes gewesen und machten einen Schadensersatz von 50.000 DM geltend. Renate Schwarz vertrat das Land Nordrhein-Westfalen und bestritt, dass ein Eigentumswechsel stattgefunden habe: Beuys habe die Fettecke speziell für diesen Raum erstellt, eine Eigentumsübergabe sei „gar nicht möglich“ gewesen. Das Verfahren endete mit einem Vergleich in zweiter Instanz: Das Land Nordrhein-Westfalen zahlte an Stüttgen 40.000 DM Schadensersatz.
In ihre Amtszeit als Richterin am Verfassungsgerichtshof fielen Verfahren zur Verordnung über die Einzugsbereiche der kommunalen Datenverarbeitungszentralen oder die Neuordnung des Sparkassenwesens, Verfahren wegen des Gesetzes über die Zusammenführung der Pädagogischen Hochschulen mit den Universitäten, wegen der Novelle zum Schulverfassungsgesetz (Einführung der Gesamtschule als Regelschule), wegen der Verletzung der Vorschriften der Landesverfassung über das Recht der Selbstverwaltung durch das Mitbestimmungs-Artikelgesetz sowie Verfahren wegen Verstoßes gegen das Selbstverwaltungsrecht kommunaler Gebietskörperschaften.

## Publikationen (Auswahl)
„Entliehene“ Rechtsanwälte in der staatlichen Immissionsschutzverwaltung. In: Wolfgang Hoffmann-Riem, Jens-Peter Schneider (Hrsg.): Verfahrensprivatisierung im Umweltrecht. Nomos  Verlagsgesellschaft Baden-Baden, S. 188–200.